# Apchat
Apchat település Franciaországban, Puy-de-Dôme megyében. Lakosainak száma 159 fő (2022. január 1.). Apchat Leyvaux, Autrac, Blesle, Léotoing, Torsiac, Anzat-le-Luguet, Ardes, Augnat, Mazoires és Saint-Gervazy községekkel határos.

## Népesség
A település népességének változása:
| Lakosok száma | 170  | 163  | 169  | 166  | 166  | 164  | 161  | 159  | 159  |
|               | 2013 | 2015 | 2016 | 2017 | 2018 | 2019 | 2020 | 2021 | 2022 |